# Jahnturnfest
Das Jahnturnfest, auch Jahn-Turnfest geschrieben, ist ein jährlich in Freyburg in Sachsen-Anhalt ausgetragener Geräteturnwettkampf. 

## Geschichte
Seit Beginn des 20. Jahrhunderts wird das Jahnturnfest durchgeführt. Gewidmet ist es dem Turnvater Friedrich Ludwig Jahn. Regelmäßig nehmen über 2000 Sportler aus über 100 Turnvereinen an der Veranstaltung teil.